# Парк у Дома молодёжи
Парк у Дома молодёжи — парк в городе Находке (с 1958 года). Утраченный памятник природы регионального значения (1998—2008).

## История
В 1940-е годы на месте парка располагались свинарники, коровники и конюшня лагерного совхоза. Внизу на бывшем стадионе раньше находились бараки женского лагеря. Парк на склоне сопки был устроен 1958 году, когда был открыт Дом культуры строителей — ДКС (ныне Дом молодёжи). О парке заботился трест «Дальморгидрострой». По воспоминаниям старожилов, «Трудолюбивые трестовские рабочие разбили сад, привезли из тайги яблони, груши, черёмуху, жасмин, дуб, тополь, берёзу, возделали клумбы, обустроили аллеи, отлили вазу для фонтана и блюдо под неё. И засверкало на солнце великолепие, зашумела и зажурчала вода, падая с двухметровой высоты в бетонную подставку. А аллея, спускаясь от головного здания ДКС к водяному царству, обрамлённая сверху до низу дорожками из цветов, радовала глаз». В парке, обнесённом ажурной решёткой, были установлены беседки. Под пешеходной дорожкой была проложена водопроводная труба к фонтану.
Постановление губернатора Приморского края от 1 декабря 1998 года № 566 «О выделении особо охраняемых природных территорий рекреационного назначения в городе Находке» (на основании постановления мэра города Находки от 5 июня 1998 года № 801 «О ходатайстве перед администрацией Приморского края о предоставлении статуса природных ресурсов местного значения природным объектам г. Находки») парк был выделен в особо охраняемую природную территорию рекреационного назначения. Согласно постановлению № 566, территория парка была ограничена с северо-востока проездом от улицы Степана Разина до улицы Дзержинского; с юго-востока — улицей Дзержинского; с юго-запада — территориями детского сада, спортивной площадки, котельной по улице Комсомольской; с северо-запада — территорией спортивного комплекса «Гидрострой». От 1 декабря 1998 года постановление № 566 утратило силу (на основании постановления губернатора Приморского края от 25 августа 2008 года № 97-ПГ).